# (4752) Myron
(4752) Myron ist ein Asteroid des Hauptgürtels, der am 29. September 1973 vom Forscherteam Cornelis Johannes van Houten und Tom Gehrels im Rahmen des Palomar-Leiden-Surveys entdeckt wurde.
Der Asteroid wurde nach dem griechischen Bildhauer des 5. Jahrhunderts v. Chr. Myron aus Eleutherai (Eleutherä) benannt.